# Hibiscus mutabilis
Hibiscus mutabilis is een plant uit de kaasjeskruidfamilie. De plant vormt een grote struik of kleine boom met meerdere stammen. De plant wordt tot 5 m hoog en tot 3 m breed. De bladeren zijn 13–18 cm lang, heldergroen, harig aan de onderzijde en vijf- tot zevenlobbig.
De plant bloeit vanaf de zomer tot in de herfst. De bloemen zijn 8–13 cm breed. Ze blijven geopend gedurende drie dagen, waarin ze van kleur veranderen. Als ze in de ochtend opengaan, zijn ze wit, waarna ze verkleuren via roze naar rood tot paars. Aan een plant kunnen bloemen met verschillende kleuren zitten omdat de bloemen onafhankelijk van elkaar open gaan. Aan het einde van de bloeiperiode verwelken de bloemen en komt de achtbladige bijkelk tevoorschijn die onder de kelk verborgen zit. De vruchten zijn ronde, harige doosvruchten, die indrogen waarna bruine zaden omgeven door zaadpluis tevoorschijn komen.
Hibiscus mutabilis komt van nature voor in het zuiden van China. De plant wordt overal ter wereld gekweekt. Er bestaan naast planten met enkele bloemen ook cultivars met gevulde bloemen. In de tropen en de subtropen groeit hij uit tot een grote plant. Als de plant in België en Nederland buiten wordt gehouden zal de plant, als deze in strenge winters niet bevriest, zich niet ontwikkelen tot een struik, maar zich als een kruidachtige, vaste plant gedragen.

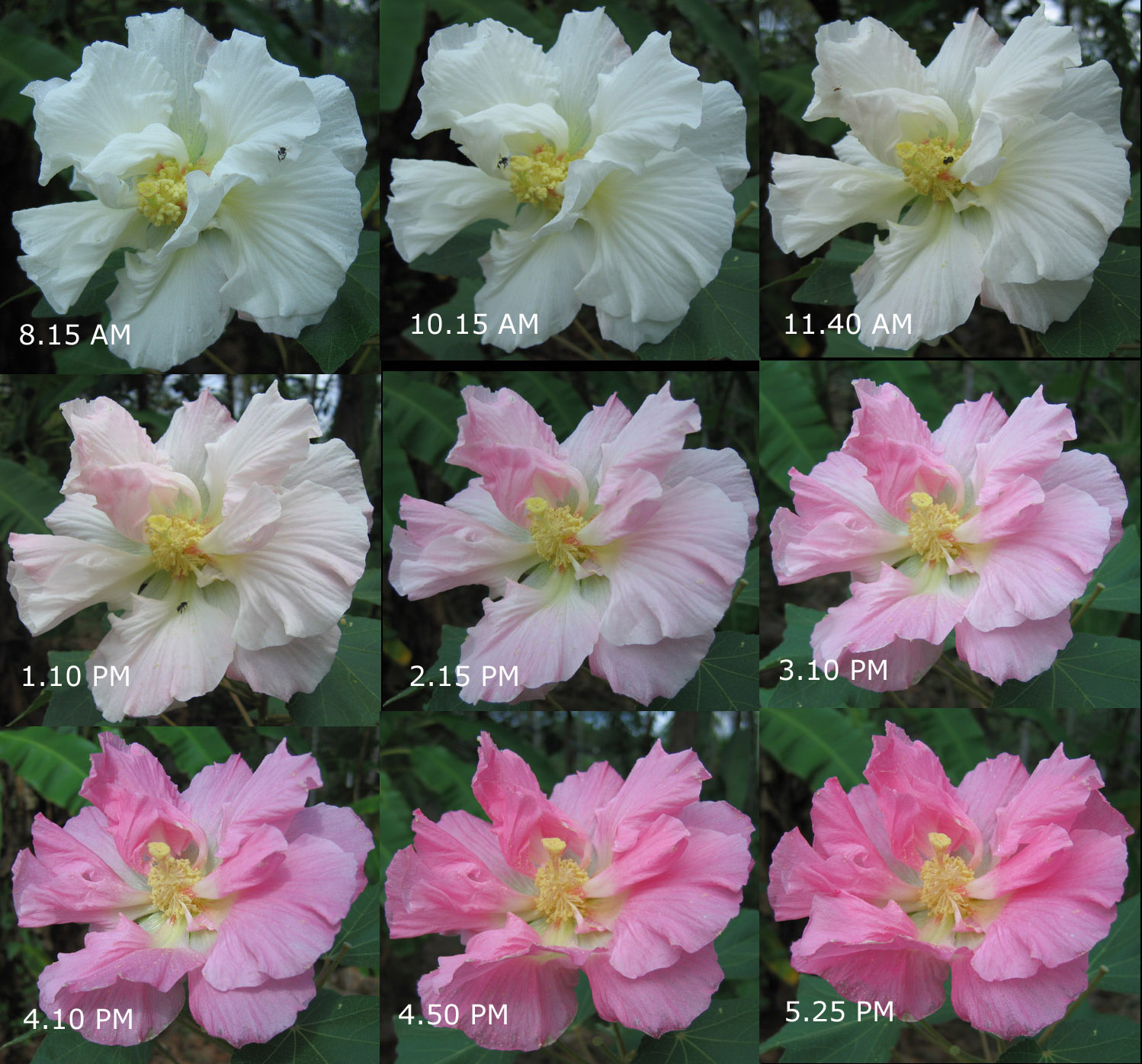
Veranderende bloemkleuren tijdens de dag
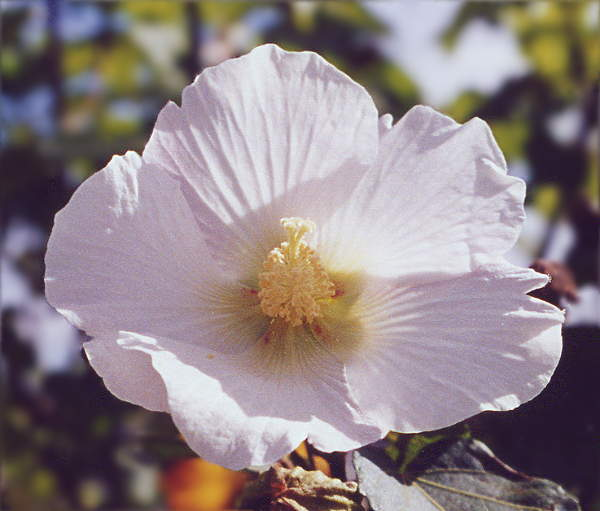
Bloem aan het begin van de bloei
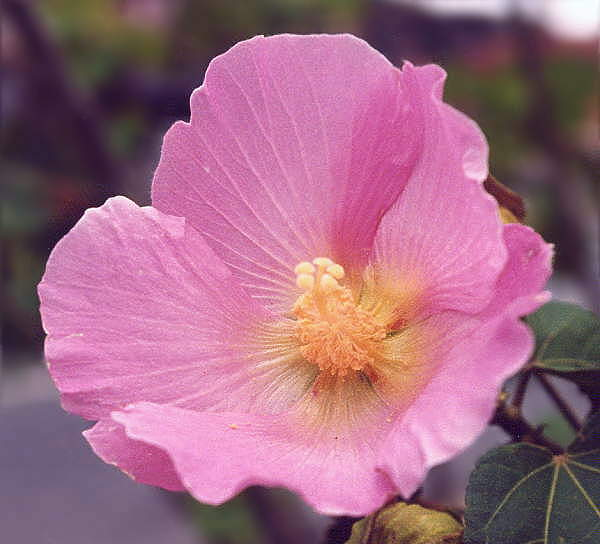
Bloem later tijdens de bloei

... · 
H. insularis · 
H. mutabilis · 
H. rosa-sinensis (Chinese roos) · 
H. sabdariffa (Roselle) · 
H. schizopetalus (Koraalmalve) · 
H. syriacus (Althaeastruik) · 
H. tiliaceus (Waroeboom) · 
H. trionum (Drie-urenbloem) · 
...